# IC 4191
IC 4191 ist ein planetarischer Nebel im Sternbild Fliege, der im Index-Katalog verzeichnet ist. Der Nebel wurde im Jahr 1907 von der Astronomin Williamina Fleming entdeckt.